# Sidi Abdel Rahman
Sidi Abdel Rahman (àrab: سيدي عبدالرحمن, Sīdī ʿAbd ar-Raḥmān) es una població d'Egipte a la governació de Matruh.
Sidi Abdel Rahman es famosa per la seva platja, situada a 25 km a l'oest d'El Alamein i a 161 a l'est de Mersa Matruh i és un lloc d'aturada en els viatges des d'Alexandria a l'Oasi de Siwa i Marsa Matruh. El golf de Sidi Abdel Rahman en la Mediterrànea està sent promocionat com a zona turística i s'hi realitzen fortes inversions.
Entre Sidi Abdel Rahman i El Alamein va tenir lloc la Primera Batalla d'El Alamein, durant la Segona Guerra Mundial. El lloc és conegut també on el 30 de setembre de 1942 va ser lloc de la mort de l'as alemany de la Luftwaffe Hans-Joachim Marseille. El lloc està marcat amb una piràmide a 10 km al sud de la població.